# 2018년 4대륙 피겨스케이팅 선수권 대회

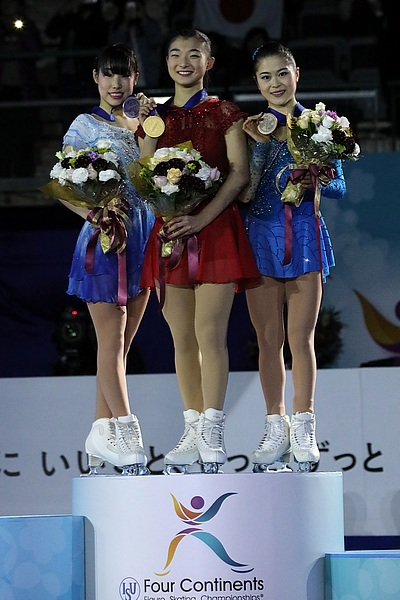

2018년 4대륙 피겨 스케이팅 선수권 대회(2018 Four Continents Figure Skating Championships)는 2018년 1월 22일부터 1월 27일까지 중화민국 타이베이시에서 열린 대회로, 페어, 남자싱글, 여자싱글 3종목으로 구성되었다.
4대륙은 아메리카, 아시아, 아프리카, 오세아니아를 이른다.

## 우승자
- 남자싱글-
- 여자싱글-
- 페어-
- 아이스댄싱-